# هوندا سی‌بی۴۰۰اس‌اف
هوندا سی‌بی۴۰۰اس‌اف (به انگلیسی: Honda CB400SF) یک موتور سیکلت ژاپنی ۳۹۹ سی‌سی چهارسیلندر در کلاس نیکد تولید شده توسط کمپانی هوندا در کارخانه کوماموتو از سال ۱۹۹۲ تا ۲۰۲۲ تولید می‌شد. سی‌بی۴۰۰ تجسم موتور سیکلت جهانی ژاپنی معمولی است که از دهه ۱۹۷۰ میلادی تولید شده و با فناوری مدرن همیشه به روز شده‌ است. برای این منظور این موتور سیکلت دارای یک طراحی یکپارچه سازی با سیستم عامل به‌روز می‌باشد که با یک انجین چهار‌سیلندر خطی هموار جفت شده‌ است. حداکثر سرعت این موتور ۱۸۵ کیلومتر در ساعت است.

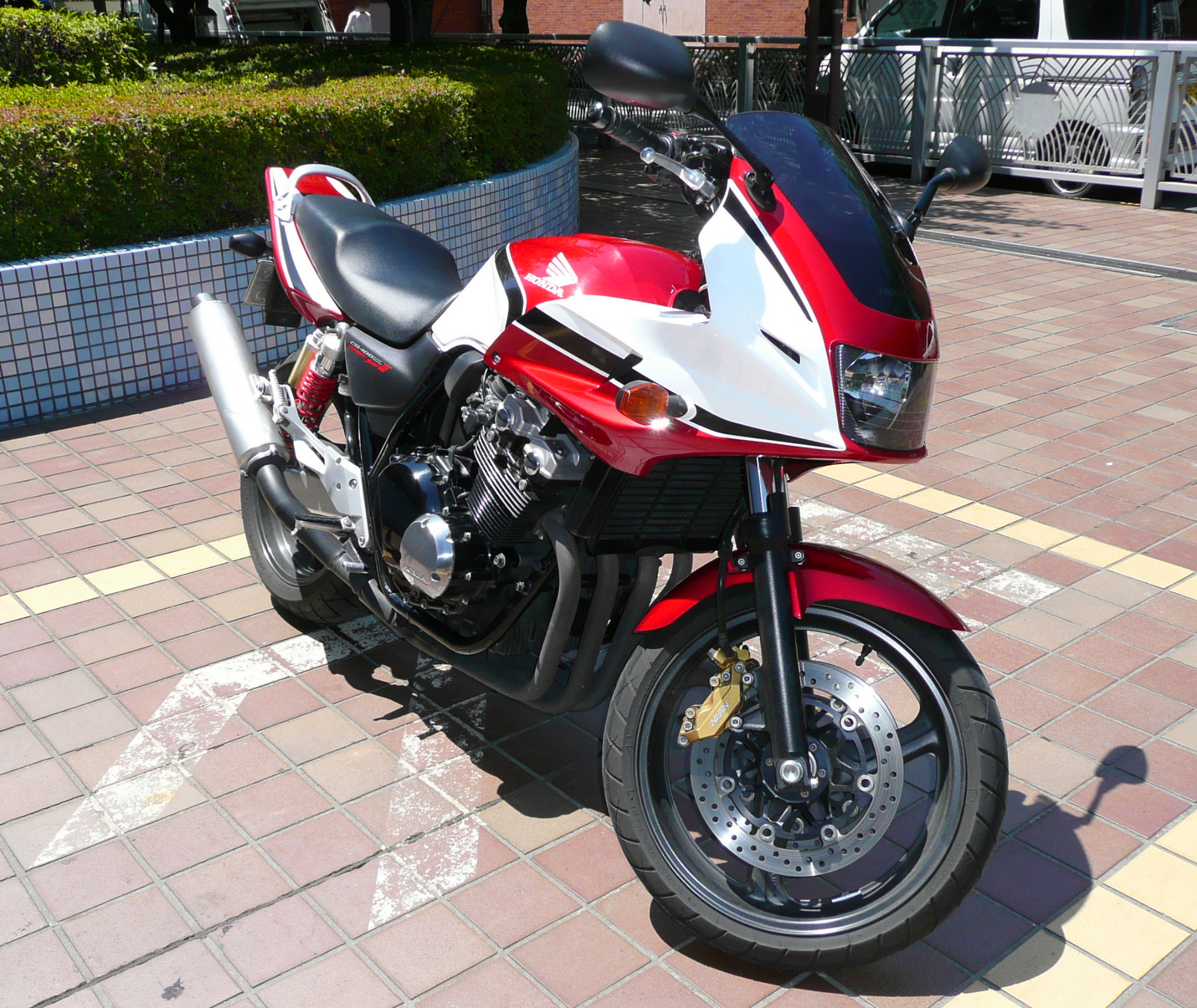
سی‌بی۴۰۰ سوپر

هوندا سی‌بی۴۰۰ اس‌اف یک موتور اسپرت است که توسط شرکت هوندا تولید شده و به بازار عرضه شده است. این موتورسیکلت از سری سی‌بی معروف هوندا به شمار می‌آید و برای کسانی که به دنبال یک موتورسیکلت اسپرتی با اجرا و کنترل بالا هستند، جذابیت دارد.
در زیر تعدادی از ویژگی‌ها و مشخصات اصلی موتورسیکلت هوندا سی‌بی۴۰۰ اس‌اف آورده شده است:

#### انجین
هوندا سی‌بی۴۰۰ اس‌اف دارای انجین چهارسیلندر و دو سیلندر در هر طرف (DOHC) با ظرفیت حدود ۳۹۹ سی‌سی است. این موتور دارای توان حدود ۵۵ اسب بخار و بهره‌گیری از تکنولوژی‌های پیشرفته برای بهبود عملکرد می‌باشد.

#### طراحی
هوندا سی‌بی۴۰۰ اس‌اف دارای طراحی اسپرتی و دینامیک با تخت‌ترین پنجل و پشتی کوتاه است. این ظاهر جلب کننده و مدرن به موتورسیکلت جلب کاربران اسپرت‌بایک می‌کند.

#### قابلیت‌های کنترل
این موتورسیکلت از تکنولوژی‌هایی مانند ترمزهای ضد قفل (ABS) و کنترل تراکش (Traction Control) برخوردار است که به بهبود ایمنی و کنترل در رانندگی کمک می‌کنند.

#### کاربرد
هوندا سی بی۴۰۰ اس‌اف برای کاربرانی که به دنبال موتورسیکلت اسپرتی با قدرت و کنترل بالا هستند، مناسب است و به عنوان یک انتخاب جذاب برای مسیرهای خوب و مسابقات معرفی می‌شود.